# Matěj Pešina
Matěj Pešina (21. prosince 1861 Třeboň – 4. března 1943 Praha) byl český lékař, pediatr, internista, vysokoškolský pedagog a odborný spisovatel působící v letech 1921 až 1922 a 1928 až 1929 jako děkan lékařské fakulty Univerzity Karlovy.

## Životopis
Narodil se v Třeboni v jižních Čechách. Studoval v rodném městě a posléze pak lékařskou fakultu v Praze, kde roku 1887 promoval. Poté působil jako asistent u prof. Bohumila Eiselta na oddělení vnitřních chorob. Další studium pak absolvoval v Bruselu, Londýně a Paříži. Vyučoval pak na pražské lékařské fakultě: roku 1894 habilitoval jako profesor vnitřního lékařství, roku 1912 pak jako profesor dětských chorob.          
V letech 1895 až 1898 byl redaktorem Časopisu lékařů českých, věnoval se rovněž psaní vědeckých prácí. Přispěl také několika texty do Ottova slovníku naučného . Rovněž pracoval na budování vzájemných vazeb s lékaři dalších slovanských národů, založil Slovanský komitét lékařů, který se posléze změnil ve svaz sdružující široké spektrum lékařů slovanských národů. Díky tomu se mj. stal čestným členem ruských, srbských a chorvatských lékařských spolků.          
V letech 1921 až 1922 zastával pozici děkana lékařské fakulty Univerzity Karlovy.         
Zemřel 4. března 1943 v Praze.